# Немачка књижевност
Немачка књижевност обухвата литерарне текстове написане на немачком језику. Она се не ограничава на књижевност створену у Немачкој, већ обухвата и ону насталу у Аустрији, већем делу Швајцарске и дијаспори.
Рођена у средњем веку, књижевност на немачком језику је имала периоде великих достигнућа, као што је Штурм унд дранг (око 1765—1785) са Јоханом Гетеом и Фридрихом Шилером. Период романтизма (око 1796—1835) обележила су браћа Грим и песници Хелдерлин, Жан Пол, Новалис и Јозеф Ајхендорф. Нешто касније се појавио Хајнрих Хајне, као претеча такозване „класичне модерне“ (око 1900—1920.-их) када су доминирали Херман Хесе, Томас Ман и велики аустријски песници и прозаисти: Рајнер Марија Рилке, Роберт Мусил, Артур Шницлер и Штефан Цвајг. Они су са Пражанином Францом Кафком отворили пут у модерну књижевност. Нацизам је прекинуо овај тренд и отерао многе књижевнике у егзил.
Препород немачке књижевности од 1945. добио је свој одраз у честим доделама Нобелове награде немачким књижевницима: Нели Закс (1966), Хајнрих Бел (1972), Елијас Канети (1981), Гинтер Грас (1999), Елфриде Јелинек (2004) и Херта Милер (2009).

## Средњи век
Немачка књижевност се појавила у време Карла Великог. Песма о Хилдебранду (Das Hildebrandslied) из 820. се сматра каменом темељцем немачке књижевности. Данас је познато само 68 стихова ове песме. Други веома стари текст на старонемачком језику (althochdeutsch) потиче из IX или X века; то су Мерсебуршке бајалице (Merseburger Zaubersprüche), две магичне формуле на немачком језику који су једини остатак паганске књижевне културе у немачким земљама. Неке епске песме су могуће још старије од Песме о Хилдебранду.
Епско-митолошка Песма о Нибелунзима из XII века се сматра великим делом немачке средњовековне књижевности. У XII и XIII веку, дворска књижевност се развијала на средњoнемачком језику (mittelhochdeutsch, период 1050—1350) по узору на француску дворску књижевност. Најпознатија дела су: „Гераинт“ (роман о витезу краља Артура Хартмана фон Ауеа), „Тристан и Изолда“ (Tristan und Isolde, Готфрид фон Штразбург), „Персевал“ (Parzival, Волфрам фон Ешенбах), лирика Валтера фон дер Фогелвајдеа и роман у 9444 стиха „Ланселот“ (Lanzelet, Улрих фон Цацикхофен). Почетком XIV века књижевни опус Мајстора Екхарта је представљао важан допринос литератури мистицизма.
У хуманистичкој поеми „Чешки орач“ (Der Ackermann aus Böhme) из XV века, Јоханес фон Тепл прича причу о дијалогу ратара и ђавола. „Брод лудака“ (Das Narrenschiff) Себастијана Бранта, књига штампана 1498. коју је илустровао Дирер, била је најпопуларније дело свога времена. То је епоха мајстора певача чије су песме биле у моди. Најпознатији међу њима био је Ханс Закс кога је Рихард Вагнер овековечио у опери Нирнбершки мајстори певачи. Крајем XVI века Јохан Шпис објавио је „Књигу о Фаусту“. У њој се говори о продуховљеном човеку кога опсесивна жудња за сазнањем удаљује од Бога.

## Барок (око 1600—1720)
Барокну књижевност на немачком језику обележио је Тридесетогодишњи рат. Роман који најбоље описује ово доба је „Авантуре Симплицисимуса“ (Der abenteuerliche Simplicissimus) Ханса Јакоба Кристофела фон Гримелсхаузена из 1668. Овај авантуристички роман прича о доживљајима младог јунака који одраста и сазрева у рату. На крају он бира живот у мирној медитацији.
Песници су и даље племићи или богата буржоазија, понекад свештеници или учитељи, који се књижевношћу баве у слободном времену. Постоје и песници запослени на дворовима чији статус више мање одговара статусу дворске луде. Мартин Опиц фон Боберфелд је у делу „Аристарх, или о потцењивању немачког језика“ (Aristarchus, sive De contemptu linguae Teutonicae) објаснио да немачки језик има све квалитете књижевног и песничког језика. Године 1624. објавио је „Књигу немачке поезије“ (Buch von der deutschen Poeterey).
У овом периоду први пут се појављују жене у књижевности, већином пишући под псеудонимом.
Најчешћа форма у поезији био је сонет у облику: два катрена, два терцета.
Међу најзначајније немачке барокне књижевнике убрајају се: Абрахам а Санта Клара, Симон Дах, Паул Флеминг и Андреас Грифијус.

## Просветитељи (1720—1785)
Епоха просветитељства била је европски феномен. Њен најзначајнији представник у немачкој филозофији био је Имануел Кант који је написао есеј „Одговор на питање: Шта је то просветитељство?“ (Beantwortung der Frage: Was ist Aufklärung?). Значајан допринос су дали још Мозес Менделсон и Фридрих Хајнрих Јакоби. Кристоф Мартин Виланд је покушао да оживи грчко-римску културу вишетомним романом „Агатон“ (Agathon) који представља Грчку на романтичан начин. Такође је преводио Шекспира на немачки.
Филозофи овог доба били су убеђени да напредак човечанства пресудно зависи од образовања. Истовремено су коегзистирале две филозофске традиције: емпиризам (из Енглеске) по коме сазнање зависи од перцепције чулима, и рационализам (из Француске) по коме сазнање зависи од мисаоне моћи ума. Живот се схвата као процес сталног учења.
Значајно књижевно дело овог периода било је „Натан мудри“ (Nathan der Weise) Готхолда Ефраима Лесинга.

## Штурм унд дранг (око 1765—1785)
Штурм унд дранг (Sturm und Drang) је књижевни правац који је доминирао у немачкој књижевности друге половине XVIII века. Име је добио по позоришном комаду Фридриха Клингера. Језгро овог покрета чине млади људи који се буне против друштвеног система у коме доминирају племство и буржоазија, као и против владајућег буржоарског морала.
Хероји позоришних комада и романа овог правца пркосе конвенцијама и моралним нормама. Они сами стварају своје моралне законе засноване на идејама правде и слободе.
Централне фигуре овог доба били су Јохан Волфганг фон Гете и Фридрих фон Шилер. Гетеов роман „Патње младог Вертера“ (Die Leiden des jungen Werthers) је кључно дело ове епохе. Значајан је и круг књижевника којем је припадао Јакоб Михаел Рајнхолд Ленц.
Најзначајнији градови у којима се развијао овај књижевни покрет били су Гетинген, Стразбур и Франкфурт на Мајни.

## Вајмарски класицизам (око 1786—1805)
Вајмарски класицизам означава период у немачкој књижевности који је започео Гетеовим путовањем у Италију 1786. Трајао је до 1805. То је епоха у којој су Гете и Фридрих Шилер били пријатељи и сарадници (1794—1805). Две књиге гетеовог романа Фауст, објављене 1806. и 1822, представљају врхунце његовог дела.
У основи тадашње концепције уметности налази се тежња за хармонијом и ублажавањем супротности. Књижевници се враћају античким узорима и идеалу лепоте где траже равнотежу форме и садржине. Гете у природи тражи модел за описивање односа између свега постојећег, док тај одговор Шилер тражи у историји. На преласку из вајмарског класицизма у романтизам, појавила су се два значајна књижевника, лиричар и писац трагедија Фридрих Хелдерлин, пасионирани поштовалац Старе Грчке, и духовити приповедач Жан Пол (право име: Јохан Паул Фридрих Рихтер).

## Романтизам (око 1796—1835)
После Хердера, Гетеа и Шилера, у Немачкој се појавила друга генерација романтичара. Она је била подељена на две школе. Школу из Јене, веома космополитску и блиску Фихтеовој филозофској мисли, репрезентују Новалис, Тик и Шлегел. Они су разрадили доктрину Романтизма. Школа из Хајделберга, која окупља Брентана, Ајхендорфа, Арнима и браћу Грим, мање се бавила теоријом, а више реалношћу, да би се најзад оријентисала ка културном национализму.

## Бидермајер (око 1815—1848)
Термин Бидермајер означава доба у уметности између 1815. и 1848. Име је добило по песнику Готлибу Бидермајеру. Естетика овог времена се често доводи у везу са укусом ситне буржоазије. У књижевности, ова уметност се сматра провинцијском, детињастом и склоном сладуњавости.
Књижевност стварана у Аустрији у време бидермајера била је ниског квалитета, али је широкој публици ситне буржоазије пружала забаву. Писци који су стекли славу у овој епохи били су: Готлиб Бидермајер, Анете фон Дросте-Хилсхоф, Вилхелм Хауф и Едуард Мерике.
У прелазном периоду после бидермајера појавило се неколико квалитетних писаца: песник Николаус Ленау, драматург Франц Грилпарцер и писац Адалберт Штифтер.

## Премартовски период (око 1830—1850) и „Млада Немачка“
Премартовски период (Vormärz) означава период између Бечког конгреса 1815. и мартовске револуције 1848. У књижевности, нова епоха почиње око 1830. Покрет „Млада Немачка“ (Junges Deutschland) јавио се као опозиција рестаурацији монархија. Главни представници овог правца у књижевности су: Георг Бихнер, Хајнрих Хајне, Август фон Фалерслебен и Георг Хервег. Политички ангажовани писци борили су се против конзервативне политике Метерниха и немачких кнежева. Тежили су демократији, слободи, друштвеној правди и уједињењу Немачке у републиканском облику. Са литерарног становишта одбацивали су класицистички и романтичарски идеализам, за који су сматрали да је удаљен од реалности. Књижевна дела су настајала у различитим облицима, од новинских чланака до путописа, и показивала су намеру да се обрате најширој, не само интелектуалној, публици. Декретом Франкфуртске скупштине забрањено је објављивање тих дела у целој Немачкој од 1835/1836.

## Поетски реализам (1848—1890)
У другој половини XIX века, немачка књижевност је изгубила виталност.
За поетски реализам карактеристично је избегавање великих социо-економских проблема и окретање завичају - људима и пејзажима. У центру романа, позоришних комада и песама налази се индивидуалац. Карактеристично је коришћење хумора као инструмента за дистанцирање од стварности. Ова популарна дела указују на слабости друштвеног система без намере да га нападају.
Међу значајнија дела овог раздобља спадају: „Госпођа Јени Трајбел“ (Frau Jenny Treibel) Теодора Фонтена, „Ромео и Јулија са села“ (Romeo und Julia auf dem Dorfe) Готфрида Келера, „Коњаник на белом коњу“ (Der Schimmelreiter) Теодора Шторма и „Михољско лето“ (Nachsommer) Адалберта Штифтера. Значајна је и сага „Буденброкови“ (Buddenbröck) Томаса Мана.

## Натурализам (1880—1900)
Од 1890. књижевност на немачком језику добила је нови замах. Натурализам је био нови књижевни приступ којим су писци настојали да осветле све друштвене феномене. Без обазирања на традиционалне границе доброг укуса, тако присутне у буржоаским концептима уметности, натуралисти реални свет представљају сирово и без улепшавања. Новина је да књижевници користе жаргон, дијалекте или свакодневни језик у својим делима. Индивидуални јунак који слободно бира свој пут није више у центру нарације. Већи значај добија његово окружење, порекло и време дешавања.
Најважнија дела: драма „Буђење пролећа“ (Frühlings Erwachen) Франка Ведекинда, драма „Ткачи“ (Die Weber) и роман-студија „Чувар пруге Тил“ (Bahnwärter Thiel) Герхарта Хауптмана, а пре свих „Тристан“ (Tristan) и „Смрт у Венецији“ (Der Tod in Venedig) Томаса Мана.

## Патриотска књижевност
Патриотска књижевност (Heimatkunst) је блиска покрету натурализма. Најзначајнији пропагатор ове уметности је књижевник и историчар уметности Адолф Бартелс који је први пут употребио концепт патриотске уметности у свом чланку из 1898. за часопис „Кунстварт“ (Der Kunstwart).
Подручје интересовања ове уметности нису више теме из великих градова, већ сеоски живот, значење домовине и народ. Патриотска књижевност се не завршава на изражавању љубави за домовину, већ обухвата и њену критику.

## Класична модерна (око 1900—1920-их)
У време „класичне модерне“ врло је био битан концепт уметничке авангарде. Ова епоха почела је крајем XIX века са француским песницима симболизма. Најзначајнији представници симболизма у књижевности на немачком језику били су Штефан Георге, Хуго фон Хофманштал и Рајнер Марија Рилке.
Овај покрет обухватао је правце надреализам, дадаизам, експресионизам и футуризам. У Немачкој је појава нацизма убрзала крај ових авангардних уметничких покрета (у Европи је то био Други светски рат).
Литерарна авангарда је много пажње посвећивала иновацији и теоријском раду. Дадаисти су покушали да едукују буржоаску публику нудећи јој своју литературу бесмисла. Бечки акционизам био је покушај напада на владајући „добар укус“ реализован путем екстремних перформанса.
Паралелно са атацима на традицију, јавио се и покушај прилагођавања старих форми, што је видљиво у делима Рилкеа (роман „Свеске Малте Лауридс Бриге“ Die Aufzeichnungen des Malte Laurids Brigge), Хајнриха Мана (који је утро пут експресионистима), Томаса Мана, Хермана Броха, Роберта Мусила и Франца Кафке.
Карактеристичан је случај Томаса Мана. Његова су дела настала као романтично наслеђе доба просветитељства где аутор у детаље истражује различите научне области. Тако у роману „Чаробни брег“ ми сазнајемо све о пулмонарној медицини, док је у Доктору Фаустусу тема додекафонија. Упоредо са током књижевне радње он у дигресијама излаже блиставе фасете знања.
Изванредно снажна поетска личност Кристијана Моргенштерна (1871-1914) тешко се може сврстати у само једну категорију: био је претеча надреализма, летризма, наслутио је трагедију светских ратова и сугерисао повратак духовним вредностима као одговор варваризму савременог доба (песма „Нашли смо пут“ Wir fanden einen Pfad). Почетком XX века појављују се значајни песници попут Штефана Георгеа који пишу поезију блиску француском симболизму. Немачка књижевност, веома жива и цењена у време Вајмарске Републике, доживела је тежак ударац доласком нацизма. Реномирани књижевници светске репутације, попут Валтера Бенјамина, Лиона Фојхтвангера, Алфреда Деблина и Томаса Мана, изабрали су живот у егзилу.

## Експресионизам (око 1910—1925)
За експресионизам у немачкој књижевности везују се романи Франца Кафке, као и драме Ернста Толера са почетка XX века.

## Дадаизам (око 1916-Другог светског рата)
Покрет Дада рођен је 5. фебруара 1916. у Цириху. Основали су га песници Хуго Бал, Рихард Хилсенбек, Тристан Цара и сликари Жан Арп, Марсел Јанко и Софија Тојбер. Једну кафану су претворили у кафе-клуб књижевника и уметника под именом „Кабаре Волтер“.

## Књижевност нацистичке Немачке
Нацисти су са својим вођом Адолфом Хитлером преузели власт у Немачкој 30. јануара 1933. Све форме критичке литературе су забрањене, као и дела писаца левичара, комуниста и Јевреја. Хиљаде књига су спаљене на јавним ломачама. Од 1938. иста политика је примењена у Аустрији која је присаједињена Трећем рајху. Режимска поезија је славила домовину и немачки народ (такозвана „Поезија крви и тла“ Blut-und-Boden-Dichtung). То је уједно било име званичне државне идеологије. Противници режима су сурово прогањани, ако се већ нису склонили из земље. Тако су страдали Јакоб фан Ходис и Карл фон Осиецки. Остали писци су морали да прекину са радом или да пишу само о не-политичким темама.
Веома су ретки књижевници који су се придружили нацистичкој идеологији, као што су Јозеф Вајнхебер и Ервин Гвидо Колбенхејер. Њихова дела данас имају само историјски значај.

## Књижевност у егзилу
Немачка књижевност у егзилу (1933—1945) је настала као реакција против нацизма. Обележила су је два важна историјска догађаја: спаљивање књига у Берлину 10. маја 1933. и напад Немачке на суседне земље 1938—1939. Центри немачке емиграције формирали су се у Паризу, Амстердаму, Стокхолму, Цириху, Прагу, Москви, Њујорку и граду Мексику. Тамо се преселило и издаваштво.
Значајни немачки књижевници у егзилу били су: Бертолт Брехт, Алфред Деблин, Ернст Блох, Лион Фојхтвангер, Бруно Франк, Емил Лудвиг, Хајнрих Ман, Клаус Ман, Томас Ман, Ерих Марија Ремарк, Ана Зегерс и Арнолд Цвајг. Ернст Толер, Валтер Бенјамин и Курт Тухолски су извршили самоубиство у егзилу.
Неки од књижевника су отишли у „унутрашњу емиграцију“. То су били они који су се противили нацистичкој власти, али су остали у земљи. То су били, рецимо, Ерих Кестнер и Гертруда фон Ле Форт.

## Савремена књижевност
Након Другог светског рата основана је група 47 са намером да Немачкој поврати место у светској књижевности. Понекад у форми предавања, понекад у форми дебате књижевних критичара, активности ове групе су имале велики утицај на немачку књижевност све до 1967. Међу њеним члановима били су Паул Целан, Хајнрих Бел, Петер Вајс и други. Међу познатије савремене немачке књижевнике спада Бернард Шлинк који је светску славу стекао романом „Жена којој сам читао“ (Der Vorleser).
Гинтер Грас, добитник Нобелове награде за књижевност, увео је тему нацистичке Немачке у књижевност. Његова најпознатија књига је „Лимени добош“ (Die Blechtrommel). Он предводи генерацију писаца која тражи одговоре за своје моралне дилеме. Ханс Магнус Енценсбергер, Зигфрид Ленц и Криста Волф припадају тој групи писаца.
Савремена немачка литература често наглашено истиче своју политичку индиферентност бавећи се, рецимо, аутобиографским темама. Значајан изузетак је Елфриде Јелинек чије дело припада политички и феминистички ангажованој литератури.
Најновија генерација писаца појавила се на књижевној сцени 1980-их. За њих је карактеристично да обнављају приповедачку традицију, док стварност сагледавају без компромиса (Стен Надолни, Фридрих Делијус, Бригите Кронауер).

## Периодизација
У циљу класификације, немачка књижевност се најчешће дели на следеће историјско-стилске периоде: 
- Немачка средњовековна књижевност
  - Рана немачка књижевност (750-1050)
  - Немачка књижевност средњег века (1050-1300)
  - Немачка књижевност позног средњег века (1300-1500)
- Рана модерна немачка књижевност 
  - Хуманизам и Протестантска реформација (1500-1650)
  - Барок (1600-1720)
  - Рационализам (1680-1789)
- Савремена немачка књижевност 
  - Немачка књижевност 18. и 19. века
    - Осећајна књижевност (1750s-1770s)
    - Покрет „Штурм унд Дранг“ (Sturm und Drang) (1760s-1780s)
    - Немачки класицизам (1729–1832)
      - Вајмарски класицизам (1788-1805) или (1788—1832)

    - Немачки романтизам (1790s-1880s)
    - Бидермајер (1815-1848)
    - Млада Немачка (1830-1850)
    - Поетски реализам (1848-1890)
    - Натурализам (1880-1900)

  - Немачка књижевност 20. века
    - 1900-1933
      - Литература краја века (Fin de siècle) (око 1900)
      - Симболизам
      - Експресионизам (1910-1920)
      - Дадаизам (1914-1924)
      - Нова објективност (Neue Sachlichkeit)

    - 1933-1945
      - Национал-социјалистичка литература
      - Књижевност у егзилу

    - 1945-1989
      - По државама
        - Савезна Република Немачка
        - Немачка Демократска Република
        - Аустрија
        - Швајцарска
        - Друге земље

      - По темама или групама
        - Послератна литература (1945—1967)
        - Група 47
        - Књижевност холокауста

  - Савремена немачка литература (1989-)